# Дольний Тарас Васильович
Тарас Васильович Дольний (нар. 18 червня 1959, с. Чумалі, Збаразький район, нині Тернопільського району) — український та радянський спортовець, майстер спорту міжнародного класу з біатлону.

## Життєпис
Тарас Дольний уродженець села Чумалі нині Тернопільського району. Перші тренери — Анатолій Коваленко, Ігор Починок. Закінчив ТПІ (тепер Тернопільський національний педагогічний університет імені Володимира Гнатюка, факультет фізичного виховання) у 1985 році. Виступав за ФСТ «Колос». Після завершення спортової кар'єри працює на тренерській роботі, проживає в Тернополі.
Досягнення:
- 1983 — Всесвітня універсіада, Софія — І місце (10 км, 20 км, естафета 4×7,5 км)[3][4];
- 1982 — Зимова Спартакіада народів СРСР, естафета 4×7,5 км[5];
- 1986 — Зимова Спартакіада народів СРСР, естафета 4х7,5 км. І місце[5];
- 1990 — Зимова Спартакіада народів СРСР, «Тисовець», Україна, естафета чоловіки — ІІІ місце[5];
- 12 місце у індивідуальній гонці на XVII Зимових Олімпійських іграх у м. Ліллегаммер (1994 р., Норвегія);

## Олімпійські ігри
| Змагання                                       | Індивідуальна 20км | Спринт 10км | Переслідування | Мас-старт | Естафета 4х7.5 км | Змішана естафета |
| ---------------------------------------------- | ------------------ | ----------- | -------------- | --------- | ----------------- | ---------------- |
| XVII Зимові Олімпійські ігри 1994, Ліллехаммер | 12                 | 18          | Н/Д            | Н/Д       | 15                | Н/Д              |

## Виступи на Чемпіонатах світу
| Рік  | Міце проведення | Інд | Спр | Пр | МС | Ест | ЗМ |
| 1995 | Антгольц        | 34  | 17  |    |    | 11  |    |
| 1996 | Голменколлен    |     | 74  |    |    | 14  |    |
| 1997 | Естерсунд       | 68  |     |    |    | 10  |    |